# Lia Pernell
Lia Pernell (ur. 5 lipca 1978 w Berkeley) – amerykańska wioślarka.

## Osiągnięcia
- Mistrzostwa Świata Juniorów – Płowdiw 1999 – jedynka – 12. miejsce[1].
- Mistrzostwa Świata – Banyoles 2004 – czwórka bez sternika – 7. miejsce[1].
- Mistrzostwa Świata – Eton 2006 – czwórka podwójna – 5. miejsce[1].
- Mistrzostwa Świata – Monachium 2007 – czwórka podwójna – 6. miejsce[1].
- Igrzyska Olimpijskie – Pekin 2008 – czwórka podwójna – 5. miejsce[1].